# E-Prix di Londra 2016
L'E-Prix di Londra 2016 è stata la nona e decima tappa del campionato di Formula E 2015-2016. L'evento, l'ultimo della stagione, ha visto l'assegnazione del titolo piloti a Sébastien Buemi e il titolo scuderie al suo team Renault e.Dams.

## Gara 1

### Piloti
Dopo aver saltato l'E-Prix di Berlino, il portoghese Da Costa è tornato al volante del Team Aguri.

### Fan Boost
Il Fanboost è stato vinto da Nick Heidfeld, Lucas Di Grassi e Sébastien Buemi.

### Risultati

#### Qualifiche
| Pos.                        | Nº | Pilota                 | Team                      | Q1       | SP          | Griglia |
| --------------------------- | -- | ---------------------- | ------------------------- | -------- | ----------- | ------- |
| 1                           | 8  | Nicolas Prost          | Renault e.Dams            | 1:23.247 | 1:27.192    | 1       |
| 2                           | 21 | Bruno Senna            | Mahindra Racing           | 1:24.279 | 1:27.758    | 2       |
| 3                           | 88 | Oliver Turvey          | NEXTEV TCR                | 1:23.969 | 1:28.284    | 3       |
| 4                           | 27 | Robin Frijns           | Andretti                  | 1:24.363 | 1:29.500    | 4       |
| 5                           | 25 | Jean-Éric Vergne       | DS Virgin Racing          | 1:26.799 | senza tempo | 5       |
| Tempo limite 107%: 1:29.074 |    |                        |                           |          |             |         |
| 6                           | 66 | Daniel Abt             | ABT Schaeffler Audi Sport | 1:29.814 |             | 6       |
| 7                           | 2  | Sam Bird               | DS Virgin Racing          | 1:30.453 |             | 7       |
| 8                           | 23 | Nick Heidfeld          | Mahindra Racing           | 1:32.367 |             | 8       |
| 9                           | 6  | Loïc Duval             | Dragon Racing             | 1:35.315 |             | 9       |
| 10                          | 11 | Lucas Di Grassi        | ABT Schaeffler Audi Sport | 1:35.711 |             | 10      |
| 11                          | 7  | Jérôme d'Ambrosio      | Dragon Racing             | 1:35.727 |             | 11      |
| 12                          | 9  | Sébastien Buemi        | Renault e.Dams            | 1:36.771 |             | 12      |
| 13                          | 12 | Mike Conway            | Venturi                   | 1:37.562 |             | 13      |
| 14                          | 55 | António Félix da Costa | Team Aguri                | 1:38.501 |             | 14      |
| NC                          | 4  | Stéphane Sarrazin      | Venturi                   | 1:33.660 |             | 15      |
| NC                          | 77 | Ma Qinghua             | Team Aguri                | 1:36.748 |             | 16      |
| NC                          | 28 | Simona de Silvestro    | Andretti                  | 1:50.455 |             | 17      |
| SQ                          | 1  | Nelson Piquet Jr.      | NEXTEV TCR                | 1:38.922 |             | 18      |

#### Gara
I risultati della gara sono i seguenti:
| Pos. | Nº | Pilota                 | Squadra                   | Giri | Tempo/Ritiro         | Griglia | Punti |
| ---- | -- | ---------------------- | ------------------------- | ---- | -------------------- | ------- | ----- |
| 1    | 8  | Nicolas Prost          | Renault e.dams            | 33   | 53:56.653            | 1       | 28    |
| 2    | 21 | Bruno Senna            | Mahindra Racing           | 33   | +5.244               | 2       | 18    |
| 3    | 25 | Jean-Éric Vergne       | DS Virgin Racing          | 33   | +8.195               | 5       | 15    |
| 4    | 11 | Lucas Di Grassi        | ABT Schaeffler Audi Sport | 33   | +8.914               | 11      | 12    |
| 5    | 9  | Sébastien Buemi        | Renault e.dams            | 33   | +10.052              | 14      | 10    |
| 6    | 55 | António Félix da Costa | Team Aguri                | 33   | +10.908              | 16      | 8     |
| 7    | 2  | Sam Bird               | DS Virgin Racing          | 33   | +10.986              | 7       | 6     |
| 8    | 7  | Jérôme d'Ambrosio      | Dragon Racing             | 33   | +12.106              | 12      | 4     |
| 9    | 12 | Mike Conway            | Venturi                   | 33   | +12.456              | 15      | 2     |
| 10   | 4  | Stéphane Sarrazin      | Venturi                   | 33   | +15.918              | 9       | 1     |
| 11   | 77 | Ma Qinghua             | Team Aguri                | 33   | +38.400              | 13      |       |
| 12   | 1  | Nelson Piquet Jr.      | NEXTEV TCR                | 33   | +52.028              | 18      | 2     |
| 13   | 23 | Nick Heidfeld          | Mahindra Racing           | 33   | +1:01.264            | 8       |       |
| 14   | 28 | Simona de Silvestro    | Andretti                  | 33   | +1:03.079            | 17      |       |
| 15   | 88 | Oliver Turvey          | NEXTEV TCR                | 30   | Incidente            | 3       |       |
| Rit  | 6  | Loïc Duval             | Dragon Racing             | 23   | Elettronica          | 10      |       |
| Rit  | 27 | Robin Frijns           | Andretti                  | 19   | Incidente con Abt    | 4       |       |
| Rit  | 66 | Daniel Abt             | ABT Schaeffler Audi Sport | 19   | Incidente con Frijns | 6       |       |

## Gara 2

### Aspetti sportivi
A causa di problemi di ricarica riscontrati da alcune scuderie la seconda sessione di prove libere è stata annullata.

### Fanboost
Il Fanboost è stato vinto da Stéphane Sarrazin, Lucas Di Grassi e Sébastien Buemi.

### Risultati

#### Qualifiche
| Pos. | Nº | Pilota                 | Squadra                         | Q1       | SP       | Griglia |
| ---- | -- | ---------------------- | ------------------------------- | -------- | -------- | ------- |
| 1    | 9  | Sébastien Buemi        | Renault e.Dams                  | 1:22.106 | 1:22.033 | 1       |
| 2    | 8  | Nicolas Prost          | Renault e.Dams                  | 1:22.878 | 1:22.945 | 2       |
| 3    | 11 | Lucas Di Grassi        | ABT Schaeffler Audi Sport       | 1:23.245 | 1:22.975 | 3       |
| 4    | 88 | Oliver Turvey          | NEXTEV TCR Formula E Team       | 1:23.183 | 1:23.685 | 4       |
| 5    | 23 | Nick Heidfeld          | Mahindra Racing Formula E Team  | 1:23.343 | 1:24.827 | 5       |
| 6    | 66 | Daniel Abt             | ABT Schaeffler Audi Sport       | 1:23.494 |          | 6       |
| 7    | 25 | Jean-Éric Vergne       | DS Virgin Racing Formula E Team | 1:23.783 |          | 7       |
| 8    | 2  | Sam Bird               | DS Virgin Racing Formula E Team | 1:23.930 |          | 8       |
| 9    | 1  | Nelson Piquet Jr.      | NEXTEV TCR Formula E Team       | 1:23.937 |          | 9       |
| 10   | 6  | Loïc Duval             | Dragon Racing                   | 1:23.938 |          | 18      |
| 11   | 7  | Jérôme d'Ambrosio      | Dragon Racing                   | 1:23.952 |          | 10      |
| 12   | 12 | Mike Conway            | Venturi Formula E Team          | 1:24.054 |          | 11      |
| 13   | 21 | Bruno Senna            | Mahindra Racing Formula E Team  | 1:24.171 |          | 12      |
| 14   | 55 | António Félix da Costa | Team Aguri                      | 1:24.273 |          | 13      |
| 15   | 4  | Stéphane Sarrazin      | Venturi Formula E Team          | 1:24.311 |          | 14      |
| 16   | 27 | Robin Frijns           | Andretti Formula E Race Team    | 1:24.655 |          | 15      |
| 17   | 28 | Simona de Silvestro    | Andretti Formula E Race Team    | 1:24.823 |          | 16      |
| 18   | 77 | Ma Qinghua             | Team Aguri                      | 1:26.259 |          | 17      |

#### Gara
I risultati della gara sono i seguenti:
| Pos. | Nº | Pilota                 | Team                      | Giri | Tempo/Ritiro            | Griglia | Punti |
| ---- | -- | ---------------------- | ------------------------- | ---- | ----------------------- | ------- | ----- |
| 1    | 8  | Nicolas Prost          | Renault e.Dams            | 33   | 56:32.648               | 2       | 25    |
| 2    | 66 | Daniel Abt             | ABT Schaeffler Audi Sport | 33   | +7.633                  | 6       | 18    |
| 3    | 7  | Jérôme d'Ambrosio      | Dragon Racing             | 33   | +22.524                 | 10      | 15    |
| 4    | 6  | Loïc Duval             | Dragon Racing             | 33   | +23.290                 | 18      | 12    |
| 5    | 4  | Stéphane Sarrazin      | Venturi                   | 33   | +24.984                 | 14      | 10    |
| 6    | 21 | Bruno Senna            | Mahindra Racing           | 33   | +27.174                 | 12      | 8     |
| 7    | 23 | Nick Heidfeld          | Mahindra Racing           | 33   | +1:07.544               | 5       | 6     |
| 8    | 25 | Jean-Éric Vergne       | DS Virgin Racing          | 33   | +1:08.002               | 7       | 4     |
| 9    | 1  | Nelson Piquet Jr.      | NEXTEV TCR                | 33   | +1:14.270               | 9       | 2     |
| 10   | 88 | Oliver Turvey          | NEXTEV TCR                | 33   | +1:22.216               | 4       | 1     |
| 11   | 55 | António Félix da Costa | Team Aguri                | 33   | +1:58.324               | 13      |       |
| 12   | 77 | Ma Qinghua             | Team Aguri                | 32   | +1 giro                 | 17      |       |
| 13   | 12 | Mike Conway            | Venturi                   | 32   | +1 giro                 | 11      |       |
| Rit  | 11 | Lucas Di Grassi        | ABT Schaeffler Audi Sport | 18   | Incidente con Buemi     | 3       |       |
| Rit  | 9  | Sébastien Buemi        | Renault e.Dams            | 16   | Incidente con Di Grassi | 1       | 5     |
| Rit  | 27 | Robin Frijns           | Andretti                  | 11   | Incidente               | 15      |       |
| Rit  | 28 | Simona de Silvestro    | Andretti                  | 9    | Incidente               | 16      |       |
| Rit  | 2  | Sam Bird               | DS Virgin Racing          | 6    | Elettronica             | 8       |       |